# جغرافیای جامع ایران
جغرافیای جامع ایران مجموعه‌ای پنج جلدی در جغرافیای ایران است.
- جلد ۱: ویژگیهای محیط طبیعی ایران
- جلد ۲: ویژگیهای تاریخی- سیاسی و جمعیت
- جلد ۳: تقسیمات کشوری: استانها
- جلد ۴: شیوه‌های زیستی و سکونتگاه‌های انسانی
- جلد ۵: شهرنشینی و اقتصاد